# Lepidozamia peroffskyana
Lepidozamia peroffskyana — вид голонасінних рослин класу саговникоподібні (Cycadopsida).
Названий по імені графа Перофського, благодійника Санкт-Петербурзького ботанічного саду.

## Опис
Стебло пряме, до 4 (рідко 7) метрів заввишки, 80 см у діаметрі. Листки численні, до 150 в короні, довжиною 150—300 см, черешок довжиною 30–60 см, гладкий. Листових фрагментів 150—250, вони, м'яко шкірясті, темно-зелені і дуже глянсові, довжиною 20–40 см, шириною 5–13 мм, з 7–13 паралельними жилками. Пилкові шишки циліндричні, довжиною 45–75 см, 12–19 см у діаметрі. Насіннєві шишки циліндричні, довжиною 40–90 см, 12–25 см в діаметрі. Насіння завдовжки 4–6 см, 25–30 мм в діаметрі; саркотеста червона.

## Поширення, екологія
Країни поширення: Австралія (Новий Південний Уельс, Квінсленд). Росте на висотах від рівня моря до 1000 м. Рослини розкидані невеликими колоніями в мокрих склерофітних лісах або на краях дощових лісів, як правило, в крутих рельєфах.

## Використання
Популярна декоративна рослина. Насіння велике і численне, тому те що аборигени використовують його як продовольство, здається ймовірним.

## Загрози та охорона
Існує деяка втрата середовища проживання. Рослини зустрічаються в Національному парку Тамборін.

## Галерея

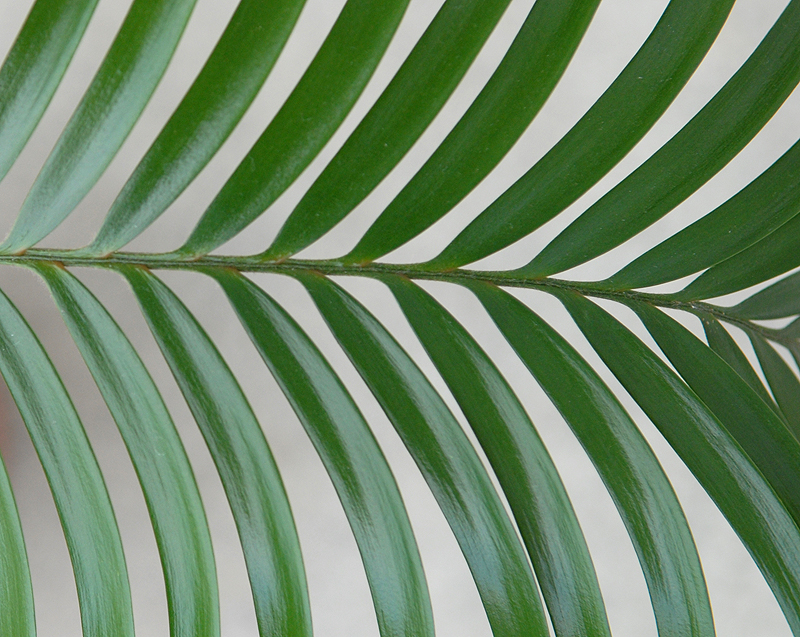
Листок
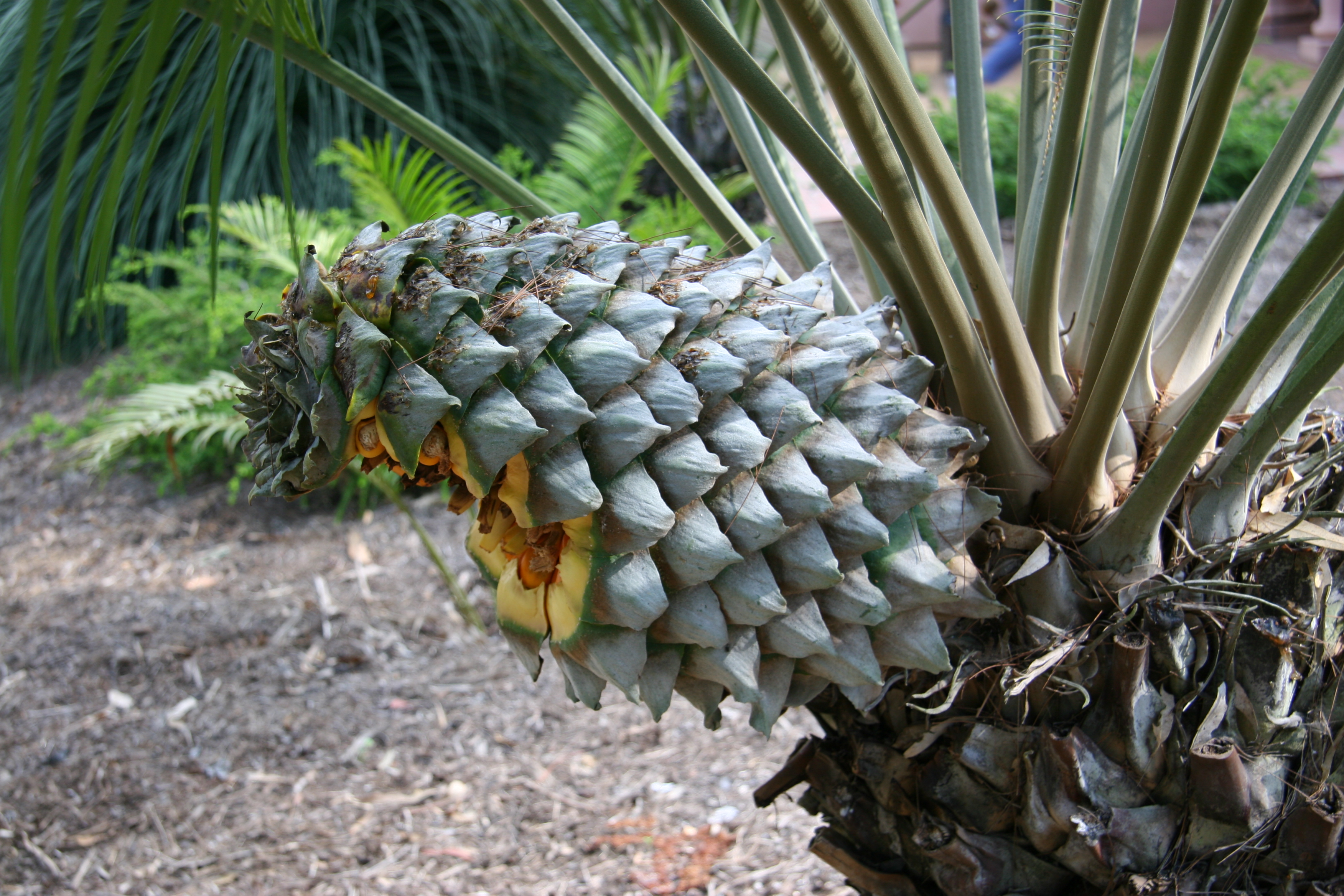
Шишка
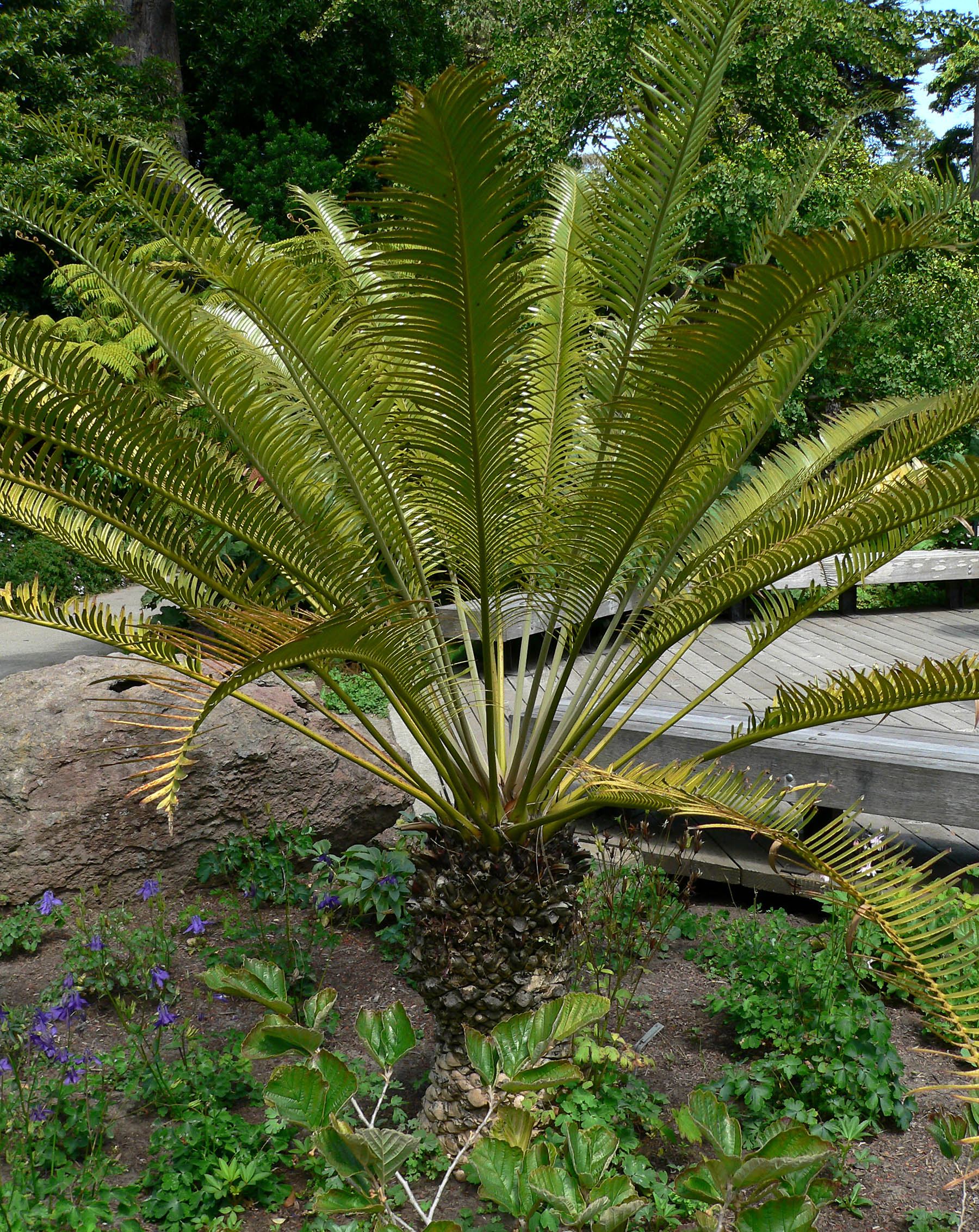
Рослина